# Gmina Świecie nad Osą
Die Gmina Świecie nad Osą ist eine Landgemeinde im Powiat Grudziądzki der Woiwodschaft Kujawien-Pommern in Polen. Ihr Sitz ist das gleichnamige Dorf (deutsch Schwetz) mit etwa 1000 Einwohnern.

## Geographie
Die Gemeinde liegt im ehemaligen Westpreußen, etwa 25 Kilometer östlich von Grudziądz (Graudenz). Sie grenzt im Nordosten an die Woiwodschaft Ermland-Masuren. Zu den Fließgewässern gehört die Osa (Ossa).

## Geschichte

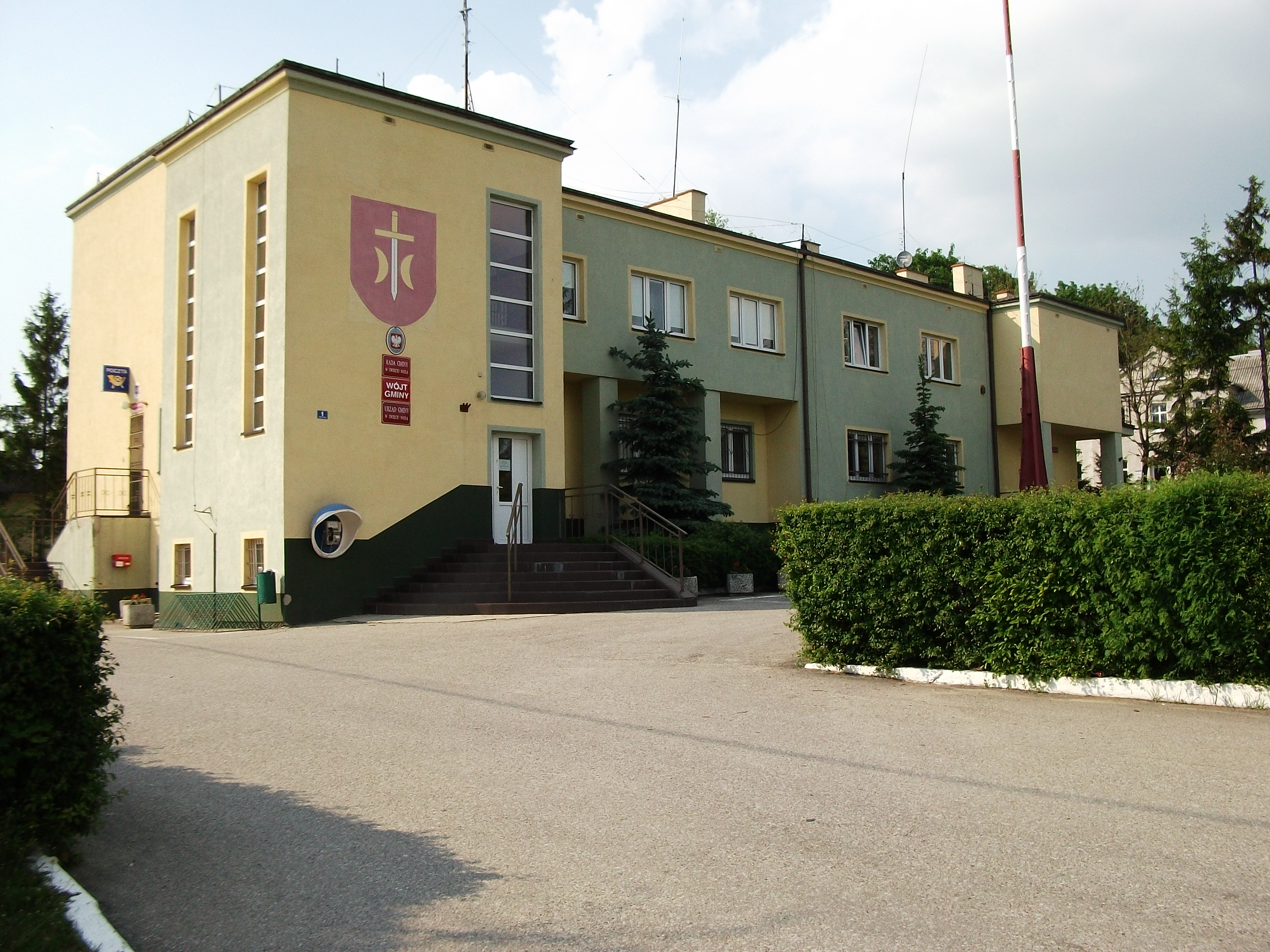
Gemeindeverwaltung

Im Rahmen der Ersten Teilung Polens 1772 kam das Gemeindegebiet an Preußen. Im Jahr 1919 wurde es Teil des wiederentstandenen Polen und war von 1939 bis 1945 im Zweiten Weltkrieg deutsch besetzt und dem Landkreis Graudenz im Reichsgau Danzig-Westpreußen zugeordnet. Noch vor Kriegsende kam das Gebiet wieder an Polen.
Die Landgemeinde bestand von 1934 bis 1954 als Gmina Świecie und wurde 1973 neu gebildet. Von 1975 bis 1998 gehörte sie zur Woiwodschaft Thorn.

## Gliederung
Zur Landgemeinde (gmina wiejska) Świecie nad Osą gehören 13 Dörfer (deutsche Namen, amtlich bis 1945) mit einem Schulzenamt:
- Białobłoty (1939–1945 Bialoblott)
- Bursztynowo (Burstinow(o), 1875–1920, 1939–1942 Fürstenau, 1942–1945 Fürstenau, Kr. Graudenz)
- Karolewo (1939–1945 Karlshof)
- Szarnoś (1939–1945 Scharnhorst)
- Kitnówko-Nowy Młyn (1939–1945 Kittnowko & Adlig Neumühl)
- Linowo (1939–1942 Königlich Lindenau, 1942–1945 Königslinde, Kr. Graudenz)
- Lisnowo (1939–1942 Groß Leistenau, 1942–1945 Großleistenau)
- Lisnówko (1939–1942 Klein Leistenau, 1942–1945 Kleinleistenau)
- Mędrzyce (1939–1945 Mendritz)
- Partęczyny (1939–1942 Groß Partenschin, 1942–1945 Großpartenschin)
- Rychnowo (1939–1942 Richnowo, 1942–1945 Richnau, Kr. Graudenz)
- Świecie nad Osą (1939–1942 Schwetz, 1942–1945 Schwetz, Kr. Graudenz)
- Widlice (1939–1942 Widlitz, 1942–1945 Widlitz)

Weitere Ortschaften der Gemeinde sind Dębniaki und Lisewo-Zamek (bis 2012 Zamek; Schloß Leistenau).

## Verkehr
An der Bahnstrecke Działdowo–Chojnice liegen die Haltepunkte Bursztynowo und Linowo. Der Bahnhof Szarnoś an der Bahnstrecke Jabłonowo Pomorskie–Prabuty besteht nicht mehr.

## Persönlichkeiten
- Bernhard Schnackenburg (1867–1924), Oberbürgermeister von Altona, geboren in Schwetz
- Waldemar Vollerthun (1869–1929), Vizeadmiral und Politiker, geboren in Fürstenau